# Nouvelle Génération (film)
Pour les articles homonymes, voir Nouvelle génération et NextGen.
Pour plus de détails, voir Fiche technique et Distribution.
Nouvelle Génération (Next Gen) est un film d'animation canadien et chinois réalisé par Kevin R. Adams et Joe Ksander et sorti en 2018. C'est l'adaptation de la bande dessinée chinoise 7723 créée par Wang Nima.
Le film suit Mai qui n'aime pas les robots. Mais un nouveau robot, nommé 7723, va finalement devenir son meilleur allié et son meilleur ami au cours d‘une bataille contre des robots.

## Synopsis
Dans une ville futuriste, une jeune fille nommée Mai Su mène une vie idéale avec ses parents, jusqu'à ce qu'une dispute intense entre eux se termine par le départ de son père de la famille. Au cours des années suivantes, sa mère Molly résous son divorce en devenant émotionnellement dépendante des robots avancés appelés Q-Bots, négligeant involontairement Mai qui se sent seule et développât une haine contre tous les robots et à faire d'elle une paria parmi les citoyens, car les robots remplacent bientôt tout, de la police aux enseignants ainsi que les appareils électro ménagers.
Un jour, les deux assistent à un lancement de produit au siège d'IQ Robotique. Agacé par sa mère, Mai profite qu’elle soit distraite pour s’éloigner, Mai atterrit par accident dans le laboratoire secret du Dr. Tanner Rice, qui a travaillé sur un robot d'attaque appelé 7723. Mai active accidentellement le robot, avant d'être appréhendée par le robot de sécurité qui la ramène à côté de sa mère. Au lancement, Justin Pin, le PDG d'IQ Robotique, révèle une nouvelle génération de Q-Bots au public, sans savoir qu’il les a conçus secrètement pour qu'ils explosent sur commande. 7723 quitte le laboratoire de Rice pour trouver Mai afin de lui rendre son sac qu’elle a laissé, mais il se fait poursuivre par des robots de police. Il commence à utiliser ses systèmes d'armes, ce qui fait que les forces de police répondent avec une force mortelle. Il tombe dans les niveaux les plus bas de la ville, endommageant sa mémoire centrale, ne disposant plus que trois jours de mémoire suffisamment dans son stockage.
En sortant pour vérifier son chien, Momo, Mai trouve 7723 dans son jardin et essaie de le chasser, mais après l’avoir vu utiliser son système d'armes contre un robot, elle l’autorise à rester dans le hangar. Avec 7723, Mai affronte ses intimidateurs de l'école en détruisant leurs Q-Bots. Les deux se lancent ensuite dans une mésaventure qui implique principalement la destruction de robots sur leur passage, mais à mesure que 7723 accumule plus de souvenirs, il a du mal à décider lequel garder. Lorsque Mai le confronte à ce sujet, il révèle que s'il atteint la pleine capacité, il subira une réinitialisation totale du système, perdant toutes ses mémoires dans le processus. Mai suggère de supprimer ses systèmes de base pour faire de la place, mais il l'avertit que s'il le fait pour obtenir plus de stockage, il perdrait des fonctionnalités.
Justin Pin découvre les incidents provoqués par 7723 et menace le Dr. Rice pour qu’il le trouve, sinon il le fera exploser.
7723 s'inquiét de l'utilisation de ses capacités sous les ordres de Mai, et pendant un cas, il refuse de faire exploser une de ses intimidateur, Greenwood, lorsqu'elle lui ordonne de lui faire mal. Cela met Mai en colère, alors elle commence à frapper Greenwood elle-même avec sa batte, mais s'arrête après que Greenwood ait commencé à pleurer. 7723 supprime par la suite son système d'armes pour sauver ses souvenirs et s'empêcher de blesser plus de gens, il rejoint Mai pour lui projeter dans le ciel des images de la famille de Mai. Lorsque Mai se souvient de la vie heureuse qu'elle avait avant que son père ne la quitte, 7723 promet à Mai de ne plus jamais la laisser tomber elle celle-ci finit par lui pardonner.
Cependant, il est vu sans le savoir par le Q-Bot de Molly, permettant au Dr. Rice de le trouver, et il se rend chez Mai pour formater la mémoire de 7723 et l'emmener. Il explique qu'il a construit 7723 pour contrer le danger à venir. Pin arrive et Justin révèle devant Mia et Molly ses plans pour tuer toute l'humanité. Un combat éclate entre Ares (le robot qui seconde Justin) et 7723 mais sans ses armes, 7723 ne parvient pas à empêcher Pin d'enlever Molly, fuyant avec Mai et Momo dans les égouts. Mai reproche à 7723 d’avoir supprimé ses systèmes d'armes et ne pas avoir sauvé sa mère. Mai quitte à nouveau 7723 pour aller sauver sa mère.
En se précipitant à IQ Robotique pour sauver Molly, Mai est rapidement appréhendée, mais 7723 arrive et les deux se réconcilient à nouveau. Ils trouvent le Dr. Rice, qui les avertit d'Ares, mais avant qu'il ne puisse en dire plus, Pin apparaît et le tue. Mai a remarqué que Pin l’a traité d’humain et que celui-ci imitent les mêmes gestes que Ares, et après que le combat qui en résulte soit emmené dans un stade sportif voisin, la vérité est finalement révélée publiquement : Ares avait tué Pin et a utilisé un squelette bionique dans son corps. Pin a dit un jour à Ares de rendre le monde "parfait", ce qui, selon Ares, ne se produira que par l'extinction de l'humanité. Avec ses plans exposés, Ares commence à faire exploser les Q-Bots et fusionne avec une puissante armure d'assaut pour maîtriser 7723, tandis que Mai sauve Molly et évacue le stade, mais est capturé par le corps Pin d'Ares.
Gravement endommagé et incapable de se défendre contre Ares, 7723 lance une réinitialisation complète du système, restaurant ses armes et commence le processus d'effacement de ses souvenirs. Sauvant Mai, il partage un dernier au revoir avec elle avant de combattre Ares sur un pied d'égalité. Après avoir mortellement endommagé Ares, la réinitialisation de 7723 se termine avant qu'il ne puisse l'achever, devenant inerte. Ares tente d'utiliser le corps de Pin maintenant affaibli pour détruire le 7723 vulnérable, mais Mai décapite Ares, l'arrêtant pour de bon. 7723 est réactivé mais ne parvient pas à reconnaître Mai.
Alors que tout revient enfin à la normale, Mai devient plus sociale, se liant d'amitié avec Greenwood et son équipe de football ainsi que sa camarade de classe Ani, tandis qu'elle réenseigne à 7723 les plaisirs de la vie, le dirigeant dans la bonne direction et l'invitant même à jouer au football.

## Fiche technique
Sauf indication contraire, les informations mentionnées dans cette section peuvent être confirmées par la base de données cinématographiques IMDb,  présente dans la section « Liens externes ».
- Titre français : Nouvelle Génération
- Titre original : Next Gen
- Réalisateur : Kevin R. Adams, Joe Ksander
- Scénario : Kevin R. Adams, Joe Ksander, d'après la bande dessinée de Wang Nima
- Direction artistique : Richard Chen
- Musique : Samuel Jone, Alexis Marsh
- La version japonaise utilise la chanson « Next » de Dream Ami comme thème final[2].
- Production : Jeff Bell, Patricia Hicks, Charlene Logan Kelly, Yangbin Lu, John Morch, Ken Zorniak

Producteurs délégués : Robert Anderson, Olivia Hao, Ounan Hong, Face Hu, Phyllis Laing, Caelin Lobay
- Sociétés de production : Baozou Manhua, Netflix et Alibaba Pictures
- Sociétés de distribution : Netflix
- Budget :
- Pays d'origine :  Canada,  Chine
- Langue originale : anglais
- Format : couleur
- Genre : Animation, comédie, science-fiction et action
- Durée : 104 minutes
- Dates de sortie :
  -  : 7 septembre 2018 (sur Netflix)

## Distribution

### Voix originales
- John Krasinski : 7723
- Charlyne Yi : Mai
- Jason Sudeikis : Justin Pin / Ares
- Michael Peña : Momo
- David Cross : Dr. Tanner Rice / Q-Bots
- Constance Wu : Molly
- Anna Akana : Ani
- Kitana Turnbull : RJ
- Jet Jurgensmeyer : Junior
- Betsy Sodaro : Door

### Voix françaises
- Nessym Guetat : 7723
- Valérie Bachère : Mai
- Stanislas Forlani : Justin Pin / Ares
- Benjamin Pascal : Professeur Tanner Rice
- Julien Kramer : Momo
- Marie-Eugénie Maréchal : Molly Su
- Charlotte Correa : Outil de diagnostic informatique
- Cerise Calixte : Greenwood
- Lila Lacombe : Ani
- Alexis Tomassian : Wang Nima